# Gala Galaction
Gala Galaction  (pseudonim literar al lui Grigore Pișculescu, n. 16 aprilie 1879, Didești, România – d. 8 martie 1961, București, România) a fost un scriitor român, preot ortodox și doctor și profesor de teologie, traducător al Bibliei în limba română din ebraică și greacă (împreună cu Vasile Radu și Nicodim Munteanu) și activist de stânga. În 1947 a fost ales membru titular al Academiei Române.

## Biografie
S-a născut la data de 16 aprilie 1879, fiul arendașului Nicolae Pișculescu și al Chiriachiei Ostreanu, fiica unui preot din Roșiorii de Vede.
A urmat cursurile Facultății de Litere și Filosofie, Universitatea din București (1898-1899), pe care le-a abandonat în favoarea celor de la Facultatea de Teologie (1899-1903). Și-a continuat studiile la Cernăuți, unde a obținut doctoratul în teologie în 1909.
În 1922, este hirotonit preot și, în 1926, devine profesor la Universitatea din Chișinău. În perioada interbelică desfășoară o susținută activitate publicistică, cu ajutorul lui Tudor Arghezi, și editează revistele „Cronica” și „Spicul”, care apar în perioada 1915-1918.
Devine defensor eclesiastic pentru eparhiile Râmnicului și Argeșului (1909-1922), preot (1922) și misionar al Arhiepiscopiei Bucureștilor (1922-1926), profesor titular la catedra de Introducere și Exegeza Noului Testament de la Facultatea de Teologie din Chișinău a Universității din Iași (1926-1941), decanul acesteia (1928-1930), profesor de Exegeza Vechiului Testament la Facultatea de Teologie din București (1941-1947), membru în Adunarea eparhială a Arhiepiscopiei Bucureștilor (din 1954).
Ca teolog, a publicat studii despre Noul Testament, articole, meditații, conferințe, predici. Între 1928-1934 a realizat o nouă traducere a Bibliei în limba română (împreună cu preotul prof. Vasile Radu).

### Activism la începutul secolului al XX-lea
După ce a fost în tinerețe discipolul filosofului marxist Constantin Dobrogeanu-Gherea, a devenit un adept al poporanismului și al socialismului, tendințe care l-au stabilit ca o figură importantă a aripii de stânga din spectrul politic român. Remarcat pentru critica represiunii violente a răscoalei țăranilor români din 1907, a devenit curând un jurnalist activ.
Cu ajutorul lui Tudor Arghezi, a editat revistele Cronica  și Spicul care au apărut în timpul Primului Război Mondial. Ca și Tudor Arghezi, și-a manifestat simpatia față de Puterile Centrale și a rămas în București sub ocupația germană, colaborând cu noile autorități.
În cele din urmă, Galaction a întâmpinat favorabil atmosfera politică introdusă în România de Revoluția din Rusia, apoi activitățile Partidului Socialist din România, precum și grevele din 1918-1919. În aceeași vreme a devenit un apărător al mișcării muncitorești. După război s-a împrietenit cu Nicolae Tonitza, pictor și ilustrator al ziarelor socialiste, care a realizat coperta culegerii de eseuri a lui Galaction „O lume nouă” și i-a pictat portretul cu titlul „Omul lumii noi”.

### Perioada interbelică

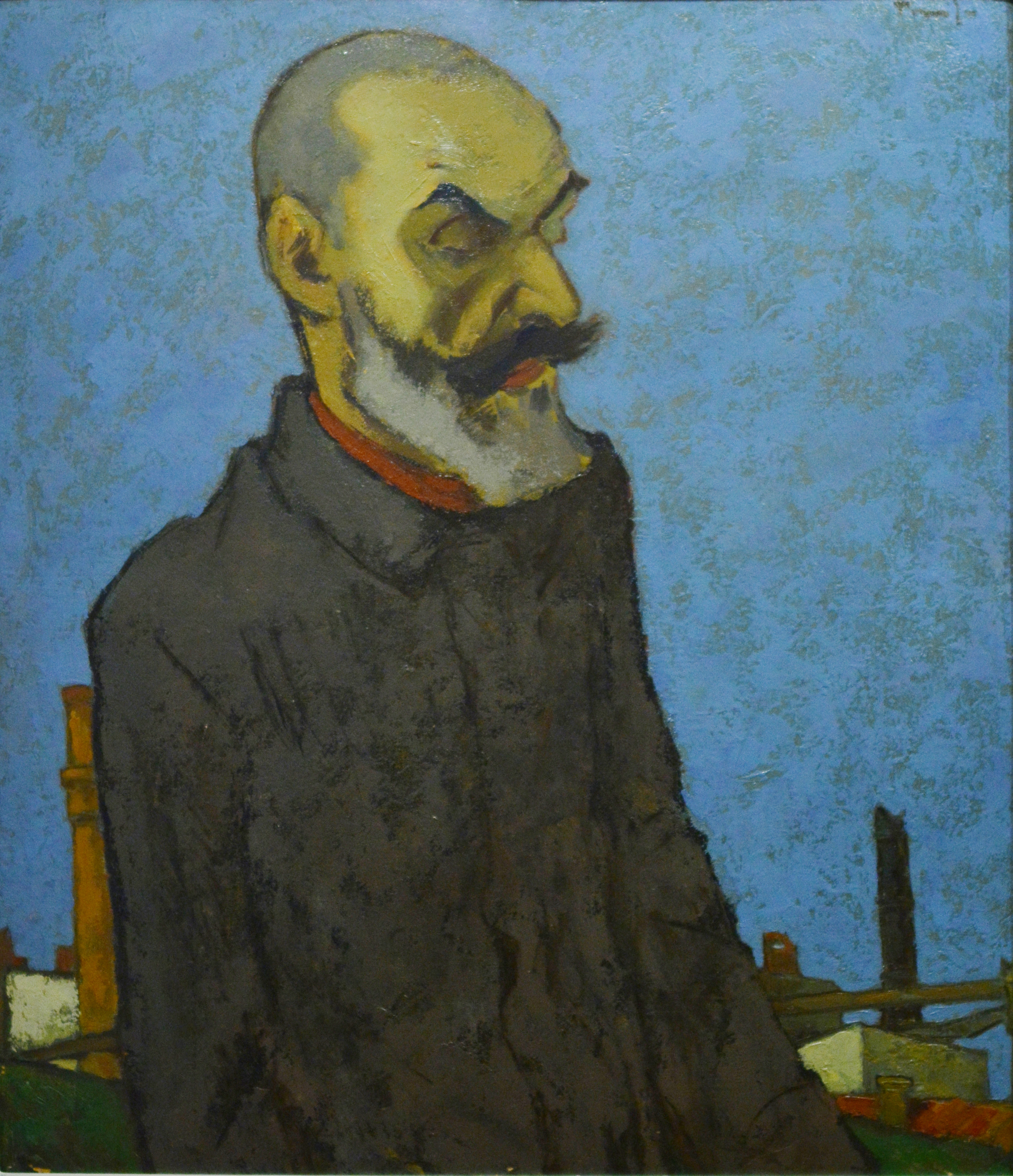
Gala Galaction, „Omul lumii noi”, pictură în ulei din 1920 de Nicolae Tonitza.

În perioada interbelică, Galaction a scris mai multe studii, articole și comentarii asupra Noului Testament, precum și o traducere remarcată a Neguțătorului din Veneția de William Shakespeare. A contribuit cu articole la revistele Viața Românească, Adevărul și Sămănătorul. În anul 1936 a fost subiectul unui denunț  pentru „activități comuniste” și legături cu Cominternul, pe care le-a respins ca fiind calomnii.
Între anii 1938-1940, Galaction precum și alte personaje ale stângii socialiste (între care Petre Andrei, Mihai Ralea, Ioan Flueraș și Mihail Ghelmegeanu) au colaborat cu regimul corporatist dirijat de regele Carol al II-lea și cu Frontul Renașterii Naționale, pentru a combate influența fascistă a Mișcării Legionare.

### Anii 1940
Căderea lui Carol al II-lea și  instaurarea Statului Național Legionar sub Garda de Fier  a antrenat retragerea lui Gala Galaction din viața publică, prelungită după Rebeliunea legionară și începutul dictaturii lui Ion Antonescu.
În anul 1944, după ce prin Actul de la 23 August, Antonescu a fost destituit și arestat și a avut loc ruperea colaborării României cu Puterile Axei și instaurarea influenței Uniunii Sovietice, Galaction și-a exprimat entuziasmul. În curând, Galaction a început colaborarea cu Partidul Comunist din România și organizațiile sale.

## Creația literară
A publicat volume de nuvele, romane, note de călătorie, articole în principalele ziare și reviste ale vremii. A debutat în 1902 cu nuvela fantastică Moara lui Călifar, o povestire sinistră despre ispita diavolului. În anul 1914 a publicat un volum de nuvele și schițe, Bisericuța din Răzoare, care a obținut premiul Academiei Române în 1915. În nuvelele sale ( De la noi, la Cladova, Moara lui Călifar, Gloria Constantini) a îmbinat fantasticul magic cu tratarea realistă. Scrierile de rezistență ale operei sale, cele care îi asigură și îi definesc locul în literatura română sunt nuvelele și povestirile scrise în perioada 1902-1910, publicate în revistele Literatura și arta română (Moara lui Călifar, 1902), Linia dreaptă (1904), Revista idealistă (1907). Una dintre cele mai bune nuvele, care zugrăvește lupta dintre virtute și ispită este De la noi, la Cladova, așa cum afirmă George Călinescu  În romanul Papucii lui Mahmud, profesează un fel de religie naturală, admițând valabilitatea tuturor confesiunilor. Doctorul Taifun este o dezvinovățire a Magdalenelor. (apud G. Călinescu, op. cit.). La răspântie de veacuri este un roman autobiografic, suferind de dilatație verbală. Jurnalul lui Gala Galaction (publicat postum) are o valoare literară prin trăsăturile inedite cu care conturează portretul moral și psihologic al omului Galaction.   
După 1944, este prezent în viața literară sau politică, este ales vicepreședinte al Uniunii Scriitorilor din România în 1947, deputat în Marea Adunare Națională în sesiunea 1948 - 1952 și primește Ordinul Muncii, clasa întâi în 1954. A fost ales membru titular al Academiei Române (în 1947)..
A călătorit în Țara Sfântă, în Ungaria, Italia, Grecia, Egipt.
După o congestie cerebrală, și-a petrecut ultimii ani de viață imobilizat în pat.

## Posteritate
În Israel, primăria orașului Ierusalim a numit o piațetă din preajma Văii Crucii în amintirea lui Gala Galaction, ca semn de apreciere a contribuției sale la promovarea înțelegerii între creștini și evrei, inclusiv în timpurile când omenia a fost pusă la o grea încercare.
Școli la Mangalia și la Roșiorii de Vede îi poartă numele.

## Opere publicate

### Lucrări teologice
- Minunea din drumul Damascului.  Argument apologetic. Teză de licență, București, 1903, 67 p.;
- Scrisori teologice. Piatra din capul unghiului, București, 1926, 111 p.;
- Cartea creștinului ortodox, București, 1926, 31 p. (sub numele Grigorie duhovnicul);
- Meditare la rugăciunea domnească adică Tatăl nostru, Arad, 1927, 50 p.;
- Răbdare și nădejde conferință, București, 1928, 33 p.;
- Scrisori către Simforoza.  În pământul făgăduinței, București, 1930, 179 p. (ed. a II -a, 1934 - însemnări de călătorie în Țara Sfântă);
- Biblia Românească, în BOR, an.  LXI, 1943, nr. 4-6, p. 175-184;
- Epistola lui Aristeia, în BOR, an.  LXVI, 1948, nr. 5-8, P. 272-283 (Discurs de recepție la Academia Română);
- Din exegeza Noului Testament, în BOR, an.LXIV, 1948, nr. 11-12, p. 572-580;
- De la „mormântul gol” la porțile Damascului, în ST, an.III, 1951, nr. 7-8, p. 386-39,7;
- Ziua Domnului, București, 1958, VII + 343 p. (cuprinde articole publicate în ziarul “Curentul").
- Noul Testament.  Traducerea Părintelui Grigorie (Gala Galaction), București, 1927, 353 p. (în anexa - Registru de trimiteri și de citate biblice la Simbolul credinței); ed. a II-a, 1930, identică;
- Psaltirea proorocului și împăratului David. Traducerea preoților Vasile Radu și Gala Galaction, București, 1929, 116 p.;
- Sfânta Scriptură, tradusă după textul grecesc al Septuagintei confruntat cu cel ebraic. Din îndemnul și cu purtatea de grijă a I.P.S. Dr. Miron Cristea, Patriarhul României. Cu aprobarea Sf. Sinod, București, Tipografia Căilor Bisericești, 1936, XXXII + 1525 p. (în colaborare cu pr. Vasile Radu și Mitropolit Nicodim Munteanu; lui Gala Galaction îi aparțin cărțile deuterocanonice, lov și Noul Testament);
- Biblia adică Sfânta Scriptură. Traducere după textele originale ebraice și grecești de preoții profesori Vasile Radu și Gala Galaction, București, Fundația pentru Literatură și Artă, 1938, X + 1376 p. (tiraje noi în 1939 și 1940);
- Biblia sau Sfânta Scriptură, după textul grecesc al Septuagintei. Prin osârdia Înalt Prea Sfințitului Nicodim, Patriarhul României și binecuvântarea Sfântului Sinod.  Ediția a doua (= socotită după ed. 1936), București Editura Institutului Biblic al Bisericii Ortodoxe Române, 1944, XXVIII + 1395 p. (28 de cărți traduse de V. Radu și G. Galaction);
- Noul Testament tradus de Gala Galaction, reeditat în 1951, cu îndreptările de limbă necesare - apoi în 1979;
  - Notă: Edițiile Bibliei sinodale din 1968, 1975, 1982 și 1988 reproduc cărțile Vechiului Testament după Biblia sinodală din 1936 (cu excepția Psaltirii), iar Noul Testament după ediția din 1951, cu îndreptări de limbă.
  - Câteva din cărțile Vechiului Testament (Cântarea Cântărilor, lov, Ecleziastul) au fost traduse și separate între anii 1934-1936.

### Opera  literară
- Bisericuța din Răzoare. Nuvele și schițe, lași, 1914, 202 p. ; ed. a III-a, București, 1924, 215p.;
- Eminescu, București, 1914, 109 p. (ed. a II-a: Viața lui Eminescu, București, 1924, 94 p.),
- Clopotele din mănăstirea Neamțu, București, 1916, 236 p. (ed. a II-a, București, 1933, 230 p.);
- La țărmul mărei (Reverii.  Note), București, 1916, 88 p.;
- O lume nouă.  Articole, București, 1919, 95 p.;
- Răboj pe bradul verde, Iași, 1920, 167 p.;
- Toamne de odinioară, București, 1924, 80 p.;
- De la noi la Cladova, București, 1924, 32 p.;
- Caligraful Terțiu.  Adevăr și închipuire, București, 1929, 179 p.,
- Roxana, Roman, București, 1930, 235 p.;
- Papucii lui Mahmud, Roman, București, 1931, 236 p. (ed. a II-a, Sighișoara, 1939, 273 p.),
- Doctorul Taifun, Roman, București, 1933, 191 p.;
- La răspântie de veacuri, Roman, 2 vol., București, 1935, 182 + 363 p.;
- Rița Crăița.  Fantezie dramatică în trei acte, București, 1942, 47 p.;
- În grădinile Sf.  Antonie, București, 1942, 222 p. (nuvele, foiletoane);
- Vlahuță, București, 1944, 59 p.,
- Mangalia, București, 1947, 1116 p. (memorial de călătorie).

### În alte limbi
- Hogyan lett Musztafa efendi-ből Macarie barát (Mustafa-efendi ajunge Macarie Monahul), traducere în limba maghiară de Faragó Borbála, Klumák István, Réz Pál, Szenczei László, Európa Könyvkiadó, Budapest, 1958.[12]

### Reeditări
- Bisericuța din Pala. Răzoare. Caligraful Terțiu, București, 1944, 345 p.;
- Opere, Vol.I (Bisericuța din răzoare, Clopotele din Mănăstirea Neamț, La țărmul mării, Caligraful Terțiu), București, 1949, 688 p.,
- Nuvele alese, cu un cuvânt înainte de Teodor Vîrgolici, București, 1955, 136 p.;
- Oameni și gânduri din veacul meu, cu un cuvânt înainte de Teodor Vîrgolici, București, 1955, 323 p.;
- Opere alese, cu o prefață de Teodor Vîrgolici, 2 vol., București, 19561958, 408 + 448 p. (vol. 1. Doctorul Taifun, Roxana, Papucii lui Mahmud.  Nuvele și povestiri;
- Opere alese. Ediție îngrijită de Teodor Vîrgolici.  Cu o introducere de D. Micu, 4 vol., București, 1959-1965, LXXII + 384 p. (I) + VI + 530 p. (II) + 360 (III) + 416 p. (IV); Vol. I. Nuvele, povestiri, amintiri, reverii. Vol. II. Articole. Vol. III.  Roxana.  Papucii Iui Mahmud.  Doctorul Taifun. Vol. IV. La răspântie de veacuri.
- Lângă apa Vodislavei, Nuvele și povestiri.  Prefață de D. Micu, București, 1961, XXXI + 280 p.;
- La vulturi!  Antologie întocmită de Virgiliu Ene. Prefață de Teodor Vîrgolici, București, 1962, 176 p.;
- Nuvele și povestiri, București, 1967, 171 p.;
- Roxana.  Papucii lui Mahmud.  Doctorul Taifun, Romane.  Prefață de Teodor Vîrgolici, București, 1969, XXVIll + 347 p.;
- 0 lume nouă.  Articole. Studiu introductiv și antologic de Gheorghe Cunescu, București, 1970, 288 p.;
- Jurnal, 3 vol.  Ediție îngrijită de Mara Galaction Pisculescu și Teodor Vîrgolici, București, 1973-1980, 720 p. (I) + XVIII + 605 p. (II) + XVIII + 296 p. (III);
- Sub feeria lunii.  Ediție îngrijită, prefațată și note de T. Tihan (însemnări de călătorie);
- Prin țară, Culegere, cuvânt introductiv, tabel bibliografic și note de Gheorghe Cunescu, București, 1975, 156 p. (note de călătorie);
- Opinii literare, Ediție de Gheorghe Cunescu, București, 1979, 362 p.;
- La Vulturi!, Prefață, tabel cronologic și selecție de aprecieri critice de Tudor Cristea, Editura Ion Creangă, Colecția "Carte școlară", București, 1988;
- Opere. Ediție îngrijită, prefață, tabel cronologic, note și comentarii de Teodor Vîrgolici, vol. I-VI, București, 1994-2006;
- Jurnal, ediția a II-a, text integral, ediție îngrijită, prefață și note de Teodor Vîrgolici, vol. I-V, București, 1996-2003;
- Jurnal, 1947-1952 (pagini inedite cenzurate), ediție îngrijită de Teodor Vîrgolici, București, 2006.

## Premii și distincții
- Premiul Academiei Române (1915)
- Premiul Societății Scriitorilor Români (1933)
- Medalia „Meritul Cultural” cl. a II-a (1934)
- Premiul Național Literar (1935)
- Premiul Național pentru proză (1942)
- Ordinul Meritul Cultural, în gradul de Cavaler clasa I, pentru litere (1 februarie 1943)[13]
- Medalia „Meritul Cultural” în grad de comandor (1947)
- Ordinul Muncii, cl.  I (1954)

## Afilieri
- Vicepreședinte al Societății Scriitorilor Români (1947)
- Membru activ al Academiei Române (1947), apoi membru titular onorific (1955)